# Hyacinthe Dubreuil
Pour les articles homonymes, voir Dubreuil.
Hyacinthe Dubreuil est un syndicaliste français né à Bérou-la-Mulotière (Eure-et-Loir) le 3 mai 1883 et mort à Paris le 3 juillet 1971.

## Biographie
Fils d’un ouvrier-manœuvre, Hyacinthe Dubreuil fait son apprentissage comme mécanicien serrurier chez les Compagnons du Devoir. Il s’inscrit au syndicat CGT dès 1900 et devient en 1912 secrétaire de l’Union des ouvriers mécanicien de la Seine, puis en 1914 secrétaire général. Il est aussi membre de la Commission exécutive de la Fédération des Métaux.
Il est mobilisé chez les pompiers de Paris, puis détaché dans une fabrique de matériel de guerre.
Hyacinthe Dubreuil fut jusqu'à 45 ans un ouvrier mécanicien en France et aux États-Unis où il travailla notamment chez Ford. 
De 1918 au 18 février 1920, Hyacinthe Dubreuil est permanent au secrétariat de l’Union des syndicats de la Seine, remplacé par Gaston Guiraud. Il prend alors ses distances avec la CGT. Après cette période, il voyage, travaille un temps comme mécanicien chez Ford à Detroit, expérience dont il tire son ouvrage Standards. Le travail américain vu par un ouvrier français (1929) qui fut très critiqué en raison de ses propos sur les mérites de la machine et de la « chaîne » que dénonce la CGT. Le livre eut toutefois un grand succès et fut traduit en sept langues. Hyacinthe Dubreuil quitte la CGT en mars 1931.
Du 2 mars 1931 au 30 novembre 1938, Hyacinthe Dubreuil siégea au Bureau international du travail. Ce fut une période intellectuellement féconde. Six livres virent le jour. Hyacinthe Dubreuil commence et poursuit ses réflexions sur l’entreprise et l’organisation du travail, lesquelles aboutissent à prôner la création d’ateliers autonomes, économiquement et financièrement, pour favoriser l’apprentissage de la gestion du travail et qui donneraient à l’ouvrier les moyens d’accomplir son existence sur les trois plans, économique, intellectuel, et moral, faute de quoi il sera toujours vain d’espérer atteindre la paix sociale. En 1936, il publie un livre sur le géant tchèque de l’industrie de la chaussure, le groupe Bata, qui pratique l’autonomie des ateliers et le commerce entre unités de l’entreprise. En 1939, Dubreuil coécrit avec Rimailho un autre ouvrage dans lequel il défend l’organisation de l’entreprise sous la forme d’une fédération d’ateliers autonomes. Le réformiste Dubreuil a pour ambition de bâtir « la Cité industrielle idéale » qui trouverait son équilibre dans une juste répartition des revenus en fonction d’un système de transaction entre des collectifs internes à la firme. Celle-ci deviendrait ainsi le cadre de régulation dans lequel le registre de l’échange et du commerce pourrait être convoqué à nouveaux frais, afin de desserrer ce qui seraient les contraintes du salariat pesant sur le libre déploiement de l’initiative économique,.
Il pensait que Toute organisation sociale repose sur trois éléments : matériel et économique (estomac) ; intellectuel (cerveau) ; moral et affectif (cœur). Or, avec le taylorisme, le plan matériel et économique est l'affaire des syndicats ; le plan intellectuel est annihilé ; de même, le plan moral et affectif est quasiment ignoré.
En 1937 il écrit une brochure, Lettre aux travailleurs français, dans laquelle il livre ses réflexions sur l’organisation du travail.
À partir de 1940 il se rallie au gouvernement de Pétain, dans le sillage de René Belin et de l'aile droite de la CGT confédérée regroupée autour de la revue "Syndicat". En 1941 il propose une "Chevalerie du Travail" dans un livre dédié à Pétain, ce qui lui vaut d'être décoré de la Francisque (n°254) en juillet 1941.

## Citation
« J'ai déjà indiqué plus haut qu'il était également chimérique d'attendre un relèvement substantiel de la situation économique par la seule réduction de la durée du travail... Si l'on se borne à réduire la durée du travail sans toucher au mécanisme capitaliste, on rend simplement plus intense la concurrence qui existe entre l'ouvrier et la machine. Car lorsque le prix de la main-d'œuvre augmente, la production mécanique devient par contraste moins chère. Et le capitalisme restant alors libre de perfectionner la machine pour employer moins d'ouvriers, la réforme qu'on avait obtenue se retourne contre ceux qui l'avaient conquise... Une autre conséquence, à savoir qu'au fur et à mesure que l'on réduit la durée du travail, et toujours à cause de ce même mécanisme capitaliste qui est resté intact, l'intensité du travail augmente pour une même durée. Il est indéniable que son rythme n'a cessé de croître au fur et à mesure que le capitalisme a dû exploiter le travail sur un temps plus court. De sorte qu'on peut dire, sans paradoxe, que sous prétexte de diminuer la fatigue nerveuse en diminuant la durée du travail, on s'exposera au contraire à l'augmenter, aussi longtemps que le capitalisme, gouvernant seul l'organisation du travail, restera libre d'en accélérer le rythme. »

— H.Dubreuil, La fin des monstres (1938)

## Œuvres
- La République industrielle. Préface de Charles Gide, … – Paris, Impr.-édition de la Bibliothèque d’éducation, 1923, [s. d.]. 18 cm, 317 p.
- Standards. Le travail américain vu par un ouvrier français. Préface de Henry Le Chatelier – Paris, Éditions Bernard Grasset, (copyright 1929) 1931, 18 cm, 434 p.((1er ed.imp.20 juin 1929 428p) Index. (Collection : Les écrits, sous la direction de Jean Guéhenno.) [Il expose les thèmes actuels d’enrichissement des tâches, de décentralisation ou d’autogestion (et surtout l'emergence de mouvements (et strategies) coopératifs en US -leo Wolman, otto s.Beyer d'Ohio & Baltimore, et leur utilisation par des sociétés capitalistes innovantes).]
- Nouveaux standards. Les sources de la productivité et de la joie – Paris, Éditions Bernard Grasset, 1931. 18 cm, 344 p. (Collection : Les écrits, sous la direction de Jean Guéhenno. 2e série, 8.)
- Employeurs et salariés en France. Préface de Célestin Bouglé, … – Paris, Librairie Félix Alcan, 1934. 21 cm, X-461 p. (Publications du centre de documentation sociale de l’École normale supérieure.) [BH : 8° 7266. – BnF : 8° R. 40697.]
- Les Codes de Roosevelt et les perspectives de la vie sociale – Paris, Éditions Bernard Grasset, 1934. In-16 (18 cm), 231 p. (Collection : Les écrits, 5.)
- À Chacun sa chance. L’organisation du travail fondée sur la liberté – Paris, Éditions Bernard Grasset, 1934. 18 cm, 324 p. Index. Bibliogr. [BH : 8° NC. – BnF : 8° R. 42301.] A chance for everybody (passages from the English version)
- L’Exemple de Bat’a. La libération des initiatives individuelles dans une entreprise géante – Paris, Éditions Bernard Grasset, 1936. 18 cm, 374 p. (Collection : Les écrits, sous la direction de Jean Guéhenno. 5e série, 3.)
- La Fin des monstres, idée d'une organisation contraire à la centralisation et à l'étatisme – Paris, Éditions Bernard Grasset, 1938. In-16 (18 cm), 312 p.
- Lettre aux travailleurs français – Paris, Éditions Bernard Grasset, s.d. [1939]. In-16, 32 p.
- Deux hommes parlent du travail, avec Rimailho, Grasset, 1939.
- En collaboration avec Pierre Boutang, Amis du Maréchal, éditions Fernand Sorlot, décembre 1940.
- À l’image de la mère. Essai sur la mission de l’assistance sociale – Paris, Éditions Sociales françaises, 1941. In-8°, 52 p.
- La Chevalerie du travail – Paris, Éditions Bernard Grasset, 1941. 18 cm, 181 p.
- Organisation de la solidarité nationale – Paris, Centre communautaire, (1942). In-16 (18 cm), 32 p. (Études communautaires, no 4.)
- Le travail et la civilisation, Radar, Genève, 1946
- L’Esprit fédéraliste et les problèmes économiques – Paris, Presse Libre, 1948. In-8° (21 cm), 15 p. (La République ouvrière. Collection des cahiers de « la République moderne ». No 2.)
- L’Équipe et le ballon : l’ouvrier libre dans l’entreprise organisée – Paris, Le Portulan, 1948. In-16 (19 cm), 271 p. (Collection : L’homme et la cité.)
- La Réforme de l’entreprise vers un salaire humain, par Hyacinthe Dubreuil, Eugène Schuelle, Gérard de Moy, Montaudoin, Alexandre Dubois, Roger Daubourg… [etc.] Documentation réunie et commentée par Marcel Cliquet. Préface de Thierry Maulnier. – Paris, Éditions Ocia, 1948. In-16 (17,5 cm), 212 p., graphique. (Idées et Méthodes, vol. no 3.)
- La psychologie et l'organisation du travail, Radar, Genève, 1949
- Le Travail et la civilisation, esquisse de l’histoire et de la philosophie du travail – Paris, Éditions Plon, 1953. In-16, XVIII-295 p.
- Des Robots ou des hommes. L’œuvre et l’influence de l’ingénieur Taylor – Paris, Éditions Bernard Grasset, 1956. In-16 (21 cm), 336 p. 1956. (Étude sur les problèmes d’organisation et les problèmes humains de la vie industrielle.)
- Le Compagnonnage – Paris, Association ouvrière des compagnons du devoir du tour de France (Impr. du Compagnonnage), 1957. In-8° (23 cm), 32 p. (Extrait des « Comptes rendus de l’Académie des sciences morales et politiques », 6 juin 1956.)
- La Sécurité sociale par le fédéralisme professionnel – Beaugency, Impr. notariale, 1957. In-8° (23 cm), 30 p.
- Le Service personnel et la psychologie de l’homme au travail. La psychologie ouvrière – Paris, 57 rue de Babylone, 1957. In-4°, 17 f. autographié. (École d’organisation scientifique du travail. Leçon no 166)
- Formation humaine et expansion régionale, par Roger Millot, Hyacinthe Dubreuil, Georges Ville, André Vigarié et Henri Bahrmann. – Paris, Fédération nationale des syndicats d’ingénieurs et de cadres supérieurs, 1958. In-8° (22 cm), 96 p. (Travaux de la 2e session régionale de Normandie du Centre économique et social de perfectionnement des cadres)
- Le Véritable « intéressement » des travailleurs à la vie de l’entreprise – Paris, Éditions de l’entreprise moderne, 1959. In-16 (19 cm), 143 p.
- Si tu aimes la liberté – Paris, Nouvelles Éditions latines, 1962. In-8° (22 cm), 157 p. (Le XXe siècle.)
- Promotion. Préface de Louis Armand. – Paris, Éditions de l’Entreprise moderne, 1963. 20 cm, 240 p.
- Qui est prêt? – s. l. n. d.. In-8°, 4 p. n.ch.
- J'ai fini ma journée - Librairie du Compagnonnage, 1971